# G (letter)

Een aantal voorbeelden van de letter G

De letter G is de zevende letter van het moderne Latijnse alfabet.
Deze letter werd door de Romeinen gecreëerd, omdat zij de behoefte hadden om de /k/ en /g/ van elkaar te onderscheiden, die beide door de letter C werden voorgesteld. De G is dus een C met een extra streepje.
In het internationale spellingsalfabet wordt de G weergegeven door middel van het woord Golf.
In het Nederlands telefoonalfabet wordt de G weergegeven door middel van de naam Gerard.
De onderkast g wordt in vele vormen aangetroffen in lettertypes, en kan daarom een hulpmiddel zijn om een lettertype te identificeren: 
Deze figuur stelt de g voor in de volgende lettertypes:
1. Times Roman
2. Bodoni
3. Baskerville
4. Bembo
5. Sabon
6. Franklin Gothic
7. Gill Sans
8. Frutiger
9. Akzidenz Grotesk Book Rounded
10. American Typewriter.